# Viorel Mardare
Viorel Mardare (n. 7 octombrie 1981, Chișinău, URSS – d. 9 martie 2019, Chișinău, Republica Moldova) a fost un regizor și cineast moldovean. Este cunoscut pentru promovarea imaginii Republicii Moldova în lume, mai ales pentru filmulețul „Go on. Fruits from Moldova”.

## Biografie
Viorel Mardare în 2004 a absolvit Facultatea de Jurnalism și Știinte ale Comunicării din cadrul Universității de Stat din Moldova, ulterior și-a făcut studiile la Academia de Muzică, Teatru și Arte Plastice din Chișinău, specializare Regie Film, absolvind în anul 2008.
Viorel Mardare a devenit cunoscut în Republica Moldova dar și în străinătate datorită numeroaselor filmulețe de promovare a Republicii Moldova, dar și pentru creația originală în arta filmului publicistic, fiind, de asemenea și autorul mai multor pamflete, editoriale și cronici de presă în care ridiculiza societatea moldovenească și valorile false promovate. Viorel Mardare s-a remarcat ca un tânăr cineast activând în echipele lui Igor Cobileanski și Sergiu Prodan.
Din 31 decembrie 2011 până în 2013, a prezentat emisiunea ”Ministerul Adevărului” la Jurnal TV, în colaborare cu Nata Albot, Andrei Bolocan, Sîrghi Cobzaru și Oleg Brega.
În ziua de 9 martie 2019 a încetat din viață, fiind răpus de cancer. Boala lui Viorel Mardare a mobilizat sute de oameni din Moldova, dar și depeste hotarele ei și în timp record a fost adunată o sumă impunătoare de bani pentru primul curs de chimioterapie. A fost înmormântat la Cimitirul Central din Chișinău la data de 11 martie 2019.